# Кошкуль (Большереченський район)
Кошкуль (рос. Кошкуль) — присілок у Большереченському районі Омської області Російської Федерації.
Належить до муніципального утворення Почекуєвське сільське поселення. Населення становить 253 особи.

## Історія
Згідно із законом від 30 липня 2004 року органом місцевого самоврядування є Почекуєвське сільське поселення.

## Населення
| 1926 | 2002 | 2010 |
| ---- | ---- | ---- |
| 143  | ↗380 | ↘253 |